# Municipio de Lincoln (condado de White)
El municipio de Lincoln (en inglés: Lincoln Township) es un municipio ubicado en el condado de White en el estado estadounidense de Indiana. En el año 2010 tenía una población de 638 habitantes y una densidad poblacional de 11,45 personas por km².

## Geografía
El municipio de Lincoln se encuentra ubicado en las coordenadas 40°46′51″N 86°39′47″O / 40.78083, -86.66306. Según la Oficina del Censo de los Estados Unidos, el municipio tiene una superficie total de 55.72 km², de la cual 55,72 km² corresponden a tierra firme y (0 %) 0 km² es agua.

## Demografía
Según el censo de 2010, había 638 personas residiendo en el municipio de Lincoln. La densidad de población era de 11,45 hab./km². De los 638 habitantes, el municipio de Lincoln estaba compuesto por el 97,65 % blancos, el 0,16 % eran afroamericanos, el 1,25 % eran de otras razas y el 0,94 % eran de una mezcla de razas. Del total de la población el 4,7 % eran hispanos o latinos de cualquier raza.